# Governació de Tartus
La governació o muhàfadha de Tartus (àrab: محافظة طرطوس, muḥāfaẓat Ṭarṭūs) és una de les catorze governacions o muhàfadhes que conformen l'organització politicoadministrativa de la República Àrab de Síria. Està situada a la part nord-oest del país. Limita amb les governacions de Latakia, Homs, Hama, i amb el Líban. La capital d'aquesta governació és la ciutat de Tartus.
Té una superfície de 1.890 quilòmetres quadrats i una població de 750.000 habitants (estimacions del 2007). La densitat poblacional d'aquesta governació siriana és de 396,82 habitants per cada quilòmetre quadrat de la governació.